# عسل‌خواران هاوایی
عسل‌خواران هاوایی (به انگلیسی: Mohoidae)، خانواده‌ای از گونه‌های هاوایی از پرندگان آوازخوان شهدخوار تازه منقرض‌شده در سرده‌های Moho (ʻ ʻ ō) و Chaetoptila (kioea) است. این پرندگان در حال انقراض خانواده خود را تشکیل می‌دهند که نشان‌دهنده تنها انقراض کامل یک خانواده پرندگان در دوران مدرن است، زمانی که خانواده مورد مناقشه Turnagridae نامعتبر در نظر گرفته می‌شود. آخرین گونه بازمانده از این خانواده، Kauai O'o (Moho braccatus)، پس از سال ۱۹۸۷ منقرض شد.